# Anthology of American Folk Music
Albums de Various Artists
Anthology of American Folk Music, Vol. 4
(2000)
Anthology of American Folk Music (« Anthologie de la musique folk américaine ») est une compilation de trois albums, publiée en 1952 par Folkways Records, comprenant 80 enregistrements de musique folk, blues et country américaine réalisés et publiés initialement entre 1926 et 1933 par différents d'interprètes. La sélection est établie à partir de la collection personnelle de disques 78 tours du cinéaste Harry Everett Smith.
À sa sortie, l'Anthologie se vend relativement mal, ne bénéficiant d'aucune publicité  en dehors d'une mention mineure en 1958 dans le magazine Sing Out! Aujourd'hui, cependant, l'album est généralement considéré comme une publication historique ainsi qu'une parution influente pour le Renouveau de la musique folk américaine au cours des années 1950 et 1960. En 2003, le magazine Rolling Stone classe l'album 276e dans sa liste des « 500 plus grands albums de tous les temps » et, en 2005, l'album est inscrit au Registre national des enregistrements par la Bibliothèque du Congrès.

## Historique

### Contexte
Harry Smith est un cinéaste expérimental de la côte ouest, bohème et excentrique. Adolescent, il commence à collectionner de vieux disques de blues, jazz, country, cajun et gospel, et accumule une grande collection d'enregistrements sur disque 78 tours, le seul support disponible à cette époque.
En 1947, il rencontre Moses Asch, dans le but de vendre ou de céder sa collection au label de celui-ci, Folkways Records. Smith écrit qu'il a sélectionné des enregistrements réalisés entre « 1927, lorsque l'enregistrement électronique a rendu possible une reproduction musicale de précision, et 1932, lorsque la Grande Dépression a interrompu les ventes de musique folk ». Lorsque l’Anthologie paraît, ni Folkways ni Smith ne possèdent les droits de diffusion de ces enregistrements, dont beaucoup ont initialement été édités par des maisons de disques encore existantes, notamment Columbia et Paramount. L'Anthologie se qualifie donc techniquement comme un disque pirate de haut niveau. Plus tard, Folkways obtient certains de ces droits, mais l’Anthologie n'est pas entièrement autorisée avant la réédition de la Smithsonian Institution en 1997. Il semble que Moses Asch, « avait la réputation de publier des chansons protégées par le droit d'auteur sans passer par les voies légales appropriées ».

### Découpage
La compilation est divisée par Smith en trois volumes de deux albums chacun : Ballads, Social Music et Songs. Comme son titre l'indique, le premier volume est composé de ballades, dont de nombreuses versions américaines de Child Ballads issues de la tradition folklorique anglaise. Chaque chanson raconte une histoire sur un événement ou une période spécifique, et Smith fait des efforts d'organisation afin de suggérer un récit historique, une théorie suggérée par le fait que bon nombre des premières chansons de ce volume sont de vieilles ballades folkloriques anglaises, tandis que les dernières traitent des difficultés d'être un agriculteur dans les années 1920.
Le premier disque du volume Social Music se compose en grande partie de musique qui a probablement été jouée lors de rassemblements populaires ou de danses, la plupart des chansons étant des instrumentaux. Le second se compose de chants religieux et spirituels, dont quelques chants gospel.
Le troisième volume, Songs, se compose de chansons ordinaires, traitant de la vie quotidienne. Le critique Greil Marcus liste ainsi les thèmes abordés : « le mariage, le travail, la dispersion, la prison et la mort ».
Selon le livret de Smith, trois volumes supplémentaires sont prévus, pour constituer une anthologie de la musique jusqu'en 1950. Bien qu'aucun n'ait été publié de son vivant, un quatrième volume paraît en 2000, à titre posthume. Intitulé Labor Songs, ce volume s'articule autour de chants sur le travail et présente principalement des chansons syndicales. L'album contient un répertoire plus récent, enregistré jusqu'en 1940.

### Design
La conception de l’Anthologie est dirigée par Smith lui-même. Il rédige les notes d'accompagnement, et celles-ci sont presque aussi célèbres que la musique, en utilisant une méthode de collage fragmentée originale qui préfigure une œuvre d'art postmoderne. Smith écrit également de courts résumés à propos des chansons, qui se lisent comme des titres de journaux — pour la chanson King Kong Kitchie Kitchie Ki-Me-O de Chubby Parker, une chanson sur une souris épousant une grenouille, Smith note : Zoologic Miscegeny Achieved Mouse Frog nuptials, Relatives Approve (« Mariage zoologique de grenouille souris, les parents approuvent »).
Chacun des trois coffrets porte la même illustration sur la pochette, une gravure de Théodore de Bry représentant un instrument que Smith appelle le « Monocorde céleste », tiré d'un traité mystique du scientifique et alchimiste Robert Fludd. Cette gravure est imprimée sur un fond de couleur différente pour chaque volume : bleu, rouge et vert. Smith incorpore à la fois la musique et l'art dans sa propre cosmologie insolite, et chacune de ces couleurs est considérée par lui comme correspondant à un élément alchimique : respectivement l'eau, le feu et l'air. Le quatrième volume Labour est coloré en jaune pour représenter la terre.

### Parution et rééditions
L’Anthologie est initialement publiée le 9 août 1952 et se vend relativement mal : en 1953, Folkways n'a vendu que cinquante albums, dont quarante-sept sont allés aux bibliothèques et aux collèges, et pendant un certain temps, la vente est suspendue en raison de problèmes de droits d'auteurs.
L'une des premières rééditions notables a lieu dans les années 1960, publiée, comme la version originale, en trois volumes individuels. Irwin Silber remplace les pochettes de Smith par une photographie de Ben Shahn représentant un pauvre fermier à l'époque de la Dépression, malgré les objections de Smith. D'autres considèrent au contraire cela comme un choix commercial judicieux dans l'atmosphère politiquement chargée du mouvement folklorique de cette décennie.
En 1997, la Smithsonian Folkways Recordings, après avoir acquis Folkways Records en 1986, réédite la collection sur six CD, chaque disque correspondant à un album vinyle original, y-compris les illustrations originales de Smith et les notes de pochette. Un livret supplémentaire comprend des informations détaillées sur les chaque piste par Jeff Place, des extraits de Invisible Republic de Greil Marcus, des essais de Jon Pankake, Luis Kemnitzer, Moses Asch et Neil Rosenberg, ainsi que des témoignages de John Fahey, John Cohen, Elvis Costello, Peter Stampfel, Lucy Santé, Dave Van Ronk, Eric Von Schmidt, Chuck Pirtle et Allen Ginsberg. La quatrième de couverture de ce livret se termine par une citation de Smith : « Je suis heureux de dire que mes rêves se sont réalisés. J'ai vu l'Amérique changer grâce à la musique ». Lors de la 40e cérémonie des Grammy Awards, la réédition remporte les prix des « meilleures notes d'album » et du « meilleur album historique ».
En 2006, le label Shout! Factory et les Archives Harry Smith sortent un tribute album intitulé The Harry Smith Project: The Anthology of American Folk Music Revisited, un coffret de 2 CD et 2 DVD tiré d'une série de concerts mis en scène par Hal Willner en 1999 et 2001. L'album présente des artistes tels que Beck, Nick Cave, Elvis Costello, Steve Earle, Beth Orton, Lou Reed, Sonic Youth, Richard Thompson, Wilco et d'autres, reprenant les chansons de l'anthologie originale.
En 2020, Dust-to-Digital publie une compilation contenant les faces B des disques inclus dans l’Anthologie, intitulée The Harry Smith B-Sides. Certaines chansons sont toutefois écartées en raison de la nature raciste ou offensante des paroles, qui attire la réprobation des critiques.

### Réception et héritage
Le critique John Bush écrit pour AllMusic que la compilation « pourrait bien être le document le plus influent du renouveau folk des années 50. La plupart des enregistrements qui y sont apparus ont langui dans l'obscurité pendant 20 ans, et cela s'est avéré une révélation pour un nouveau groupe d'artistes folk, de Pete Seeger à John Fahey en passant par Bob Dylan. (…) Pourtant, bon nombre des sélections les plus intéressantes de l’Anthologie sont tirées d'artistes [obscurs] tels que Clarence Ashley, Bascom Lamar Lunsford et Buell Kazee ». Jon Pareles, écrivant dans The New York Times, déclare que les chansons « sonnent toujours merveilleuses et étranges ».
En 2003, la compilation est classée 276e sur la liste des « 500 plus grands albums de tous les temps » de Rolling Stone et 278e dans une liste révisée de 2012. C'est l'album le plus vieux figurant sur cette liste et également celui qui comprend les enregistrements les plus anciens (remontant à l'enregistrement de Uncle Dave Macon de Way Down the Old Plank Road en avril 1926). En 2005, l'Anthologie est inscrite au Registre national des enregistrements par la Bibliothèque du Congrès pour être « culturellement, esthétiquement ou historiquement significative ». En 2007, l'album est répertorié dans la « liste des 1000 albums à écouter avant de mourir » de The Guardian. Il est également inclus dans le livre de 2008, 1000 Recordings to Hear Before You Die, ainsi que dans le livre de 2009, 101 Albums That Changed Popular Music. En 2012, il reçoit le Grammy Hall of Fame Award.
Malgré la faible exposition de l’Anthologie au cours des premières années suivant sa sortie (la première référence de presse à la collection connue se trouve dans le magazine de musique folk Sing Out! en 1958, qui se concentre sur The Coo Coo de Clarence Ashley), les musiciens et les écrivains racontent l'impact que cela a eu sur eux à l'époque. La musique de cette compilation inspire directement une grande partie du mouvement émergent de Renaissance de la musique folk. l’Anthologie met à disposition une musique qui était auparavant en grande partie l'apanage de groupes socio-économiques marginaux. De nombreuses personnes qui ont entendu cette musique pour la première fois à travers l’Anthologie proviennent de milieux culturels et économiques très différents de ses créateurs et auditeurs d'origine. De nombreuses chansons auparavant obscures deviennent des standards dans les hootenannies et les clubs folk en raison de leur inclusion dans cette compilation. Certains des musiciens représentés dans l’Anthologie voient leur carrière musicale ravivée et effectuent de nouveaux enregistrements et prestations. La Harry Smith Anthology est la bible de la musique folk à la fin des années 1950 et au début des années 1960 pour la scène de Greenwich Village, dont Bob Dylan ou Joan Baez. Dans les notes de la pochette de la réédition de 1997, le musicien Dave van Ronk déclare : « nous connaissions tous chaque mot de chaque chanson, y compris celles que nous détestions ».
En 1969, Sing Out! publie un article complet sur l'ensemble de la version.

## Liste des pistes
| 1.  | Henry Lee (1932)                             | Dick Justice                                              | 3:26 |
| 2.  | Fatal Flower Garden (1930)                   | Nelstone's Hawaiians                                      | 2:55 |
| 3.  | The House Carpenter (1930)                   | Clarence Ashley                                           | 3:14 |
| 4.  | Drunkard's Special (1929)                    | Coley Jones                                               | 3:16 |
| 5.  | Old Lady and the Devil (1928)                | Bill & Belle Reed                                         | 3:02 |
| 6.  | The Butcher's Boy (1928)                     | Buell Kazee                                               | 3:02 |
| 7.  | The Waggoner's Lad (1928)                    | Buell Kazee                                               | 3:02 |
| 8.  | King Kong Kitchie Kitchie Ki-Me-O (1928)     | Chubby Parker                                             | 3:08 |
| 9.  | Old Shoes and Leggins (1929)                 | Uncle Eck Dunford                                         | 2:59 |
| 10. | Willie Moore (1927)                          | Dick Burnett and Leonard Rutherford                       | 3:13 |
| 11. | A Lazy Farmer Boy (1930)                     | Buster Carter and Preston Young                           | 2:57 |
| 12. | Peg and Awl (1929)                           | The Carolina Tar Heels                                    | 2:57 |
| 13. | Ommie Wise (1929)                            | G. B. Grayson                                             | 3:09 |
| 14. | My Name Is John Johanna (1927)               | Kelly Harrell                                             | 3:12 |
| 15. | Bandit Cole Younger (1930)                   | Edward L. Crain                                           | 2:54 |
| 16. | Charles Guiteau (1927)                       | Kelly Harrell                                             | 3:03 |
| 17. | John Hardy Was a Desperate Little Man (1930) | The Carter Family                                         | 2:55 |
| 18. | Gonna Die with My Hammer in My Hand (1927)   | Wiliamson Brothers and Curry                              | 3:24 |
| 19. | Stackalee (1927)                             | Frank Hutchison                                           | 2:58 |
| 20. | White House Blues (1926)                     | Charlie Poole w/ North Carolina Ramblers                  | 3:31 |
| 21. | Frankie (1928)                               | Mississippi John Hurt                                     | 3:25 |
| 22. | When That Great Ship Went Down (1927)        | William and Versey Smith                                  | 2:55 |
| 23. | Engine 143 (1927)                            | The Carter Family                                         | 3:16 |
| 24. | Kassie Jones (1928)                          | Furry Lewis                                               | 6:13 |
| 25. | Down on Penny's Farm (1929)                  | The Bently Boys                                           | 2:47 |
| 26. | Mississippi Boweavil Blues (1929)            | Charley Patton (sous le pseudonyme « The Masked Marvel ») | 3:07 |
| 27. | Got the Farm Land Blues (1932)               | The Carolina Tar Heels                                    | 3:16 |

| 1.  | Sail Away Lady (1926)                      | Uncle Bunt Stephens                                | 2:56 |
| 2.  | The Wild Wagoner (1928)                    | Jilson Setters                                     | 3:14 |
| 3.  | Wake Up Jacob (1929)                       | Prince Albert Hunt's Texas Ramblers                | 2:52 |
| 4.  | La Danseuse (1929)                         | Delma Lachney and Blind Uncle Gaspard              | 2:54 |
| 5.  | Georgia Stomp (1929)                       | Andrew & Jim Baxter                                | 2:44 |
| 6.  | Brilliancy Medley (1930)                   | Eck Robertson and Family                           | 2:59 |
| 7.  | Indian War Whoop (1928)                    | Floyd Ming and his Pep-Steppers                    | 3:10 |
| 8.  | Old Country Stomp (1928)                   | Henry Thomas                                       | 2:52 |
| 9.  | Old Dog Blue (1928)                        | Jim Jackson                                        | 3:01 |
| 10. | Saut Crapaud (1929)                        | Columbus Fruge                                     | 2:47 |
| 11. | Acadian One Step (1929)                    | Joe Falcon                                         | 2:57 |
| 12. | Home Sweet Home (1933)                     | The Breaux Freres (Clifford, Ophy & Amedee Breaux) |      |
| 13. | Newport Blues (1929)                       | Cincinnati Jug Band                                | 2:55 |
| 14. | Moonshiner's Dance Part One (1927)         | Frank Cloutier and the Victoria Cafe Orchestra     | 2:39 |
| 15. | Must Be Born Again (1927)                  | Rev. J. M. Gates                                   | 1:28 |
| 16. | Oh Death Where Is Thy Sting (1927)         | Rev. J. M. Gates                                   | 1:26 |
| 17. | Rocky Road (1928)                          | Alabama Sacred Harp Singers                        | 2:50 |
| 18. | 2:50 (1928)                                | Alabama Sacred Harp Singers                        | 2:50 |
| 19. | This Song of Love (1932)                   | Middle Georgia Singing Convention No. 1            | 2:56 |
| 20. | Judgement (1927)                           | Sister Mary Nelson                                 | 2:23 |
| 21. | He Got Better Things for You (1929)        | Memphis Sanctified Singers                         | 2:52 |
| 22. | Since I Laid My Burden Down (1929)         | Elders McIntorsh and Edwards' Sanctified Singers   | 3:16 |
| 23. | John the Baptist (1928)                    | Moses Mason                                        | 3:02 |
| 24. | Dry Bones (1929)                           | Bascom Lamar Lunsford                              | 2:58 |
| 25. | John the Revelator (1930)                  | Blind Willie Johnson                               | 3:18 |
| 26. | Little Moses (1932)                        | The Carter Family                                  | 3:11 |
| 27. | Shine on Me (1930)                         | Ernest Phipps and His Holiness Singers             | 3:01 |
| 28. | Fifty Miles of Elbow Room (1931)           | Rev. F.W. McGee                                    | 2:40 |
| 29. | I'm in the Battle Field for My Lord (1929) | Rev. D.C. Rice and His Sanctified Congregation     | 3:19 |

| 1.  | The Coo Coo Bird (1929)                   | Clarence Ashley                                | 2:54 |
| 2.  | East Virginia (1929)                      | Buell Kazee                                    | 2:58 |
| 3.  | Minglewood Blues (1928)                   | Cannon's Jug Stompers                          | 3:05 |
| 4.  | I Woke Up One Morning in May (1929)       | Didier Hebert                                  | 3:01 |
| 5.  | James Alley Blues (1927)                  | Richard Rabbit Brown                           | 3:05 |
| 6.  | Sugar Baby (1928)                         | Dock Boggs                                     | 2:56 |
| 7.  | I Wish I Was a Mole in the Ground (1928)  | Bascom Lamar Lunsford                          | 3:19 |
| 8.  | Mountaineer's Courtship (1926)            | Ernest Stoneman and Hattie Stoneman            | 2:42 |
| 9.  | The Spanish Merchant's Daughter (1930)    | The Stoneman Family                            | 3:15 |
| 10. | Bob Lee Junior Blues (1927)               | The Memphis Jug Band                           | 3:08 |
| 11. | Single Girl, Married Girl (1927)          | The Carter Family                              | 2:44 |
| 12. | Le vieux soûlard et sa femme (1928)       | Cleoma Breaux and Joseph Falcon                | 3:08 |
| 13. | Rabbit Foot Blues (1927)                  | Blind Lemon Jefferson                          | 2:55 |
| 14. | Expressman Blues (1930)                   | Sleepy John Estes and Yank Rachell             | 3:01 |
| 15. | Poor Boy Blues (1929)                     | Ramblin' Thomas                                | 2:22 |
| 16. | Feather Bed (1928)                        | Cannon's Jug Stompers                          | 3:13 |
| 17. | Country Blues (1928)                      | Dock Boggs                                     | 2:56 |
| 18. | 99 Year Blues (1927)                      | Julius Daniels                                 | 3:04 |
| 19. | Prison Cell Blues (1928)                  | Blind Lemon Jefferson                          | 2:44 |
| 20. | See That My Grave Is Kept Clean (1928)    | Blind Lemon Jefferson                          | 2:52 |
| 21. | C'est si triste sans lui (1929)           | Cleoma Breaux and Ophy Breaux w/ Joseph Falcon | 2:59 |
| 22. | Way Down the Old Plank Road (1926)        | Uncle Dave Macon                               | 2:58 |
| 23. | Buddy Won't You Roll Down the Line (1930) | Uncle Dave Macon                               | 3:15 |
| 24. | Spike Driver Blues (1928)                 | Mississippi John Hurt                          | 3:14 |
| 25. | K.C. Moan (1929)                          | The Memphis Jug Band                           | 2:31 |
| 26. | Train on the Island (1927)                | J.P. Nestor                                    | 2:57 |
| 27. | The Lone Star Trail (1930)                | Ken Maynard                                    | 3:12 |
| 28. | Fishing Blues (1928)                      | Henry Thomas                                   | 2:44 |

## Certifications
| Pays              | Certification | Unités certifiées | Date de certification |
| ----------------- | ------------- | ----------------- | --------------------- |
| États-Unis (RIAA) | 1 × Or        | 500 000           | 2 décembre 2005       |